# ラモンドレ・スティーブンソン
ラモンドレ・スティーブンソン（ Rhamondre Stevenson，1998年２月23日 - ）はアメリカ合衆国カルフォルニア州サンパブロ出身のアメリカンフットボール選手。ポジションはランニングバック（RB）。NFLのニューイングランド・ペイトリオッツに所属している。
カレッジフットボールではオクラホマ大学でプレーし、2020年のコットンボウルでMVPに選出された。
2021年のNFLドラフトにて4巡目全体120位指名をされ、ペイトリオッツに入団した。

## 大学時代の経歴
スティーブンソンはセリトスカレッジで2シーズンプレーした後、オクラホマ大学に転校した 。2019年オクラホマ大での最初のシーズンに13試合に出場したが、、マリファナの薬物検査に引っ掛かったため、2019年のピーチボウルで出場停止となった。彼は64回のキャリーで515ヤード、6タッチダウンを記録し、2019年シーズンを終えた。2020年シーズンに6試合の出場停止から復帰した。 。18回のキャリーで186ヤード、1タッチダウンを記録し、2020年のコットンボウルのMVPに選ばれた。  

## プロキャリア

### ニューイングランド・ペイトリオッツ
| 身長                    | 体重            | 腕 の 長 さ       | 手 の 大 き さ   | 40Yrd ダ ッ シ ュ | 10Yrd ス プ リ ッ ト | 20Yrd ス プ リ ッ ト | 20Yrd シ ャ ト ル | 3 コ 丨 ン ド リ ル | 垂 直 跳 び     | 立 ち 幅 跳 び     | ベ ン チ プ レ ス |
| ----------------------- | --------------- | ----------------- | ---------------- | ----------------- | -------------------- | -------------------- | ----------------- | ------------------- | --------------- | ------------------ | ----------------- |
| 5 ft 11+5⁄8 in (182 cm) | 231 lb (105 kg) | 30+1⁄4 in (77 cm) | 8+3⁄4 in (22 cm) | 4.64 s            | 1.67 s               | 2.75 s               | 4.15 s            | 7.09 s              | 31.5 in (80 cm) | 9 ft 4 in (2.84 m) | 15 回             |
| All values from Pro Day |                 |                   |                  |                   |                      |                      |                   |                     |                 |                    |                   |

スティーブンソンは、2021年のNFLドラフトにて、4巡目全体120位でニューイングランド・ペイトリオッツに指名された。。彼は 2021年5月19日にペイトリオッツと４年間のルーキー契約を結んだ。。

#### 2021年シーズン
第9週のカロライナ・パンサーズ戦で、第4Qに脳震盪でゲームを離れるまでに、41ヤードのロングパスを含む、106ヤードのラン・レシービングヤード、1タッチダウンを記録した 。翌週のクリーブランド・ブラウンズ戦では、スターターRBのダミアン・ハリスが前週のパンサーズ戦で脳震盪を起こしたため欠場となり、スティーブンソンが代わりにスターターに指名された。彼は100ラッシングヤード、14レシービングヤード、2タッチダウンを記録し、ペイトリオッツの45-7での勝利に貢献した。 第11週のサースデーナイトフットボールのアトランタ・ファルコンズ戦で、スティーブンソンは再びチームのリーディングラッシャーとして活躍し、スターターRBのダミアン・ハリスとキャリーを分割しながら、12回のキャリーで69ヤードを記録し、チームの25-0での勝利に貢献した 。彼はスターターRBのハリスの後でチームのナンバー2ランニングバックとしてプレーし続け、第13週のテネシー・タイタンズ戦では9回のキャリーで46ヤードを獲得した。パスアテンプト3回というランヘビーだった第14週のバッファロー・ビルズ戦では24回のキャリーで78ヤードを記録し、ペイトリオッツの勝利に貢献した。

#### 2022年シーズン
全17試合に出場して、自己最高となる1,040ラッシングヤードを記録した。

#### 2023年シーズン
12試合に先発出場し、619ラッシングヤードを記録した。

#### 2024年シーズン
2024年7月20日、1,700万ドルが保証された4年3,600万ドルの契約延長にペイトリオッツと合意した。

## NFLキャリア成績

### レギュラーシーズン
| 年       | チーム   | ゲーム | ゲーム | ラッシング | ラッシング | ラッシング     | ラッシング | ラッシング | レシービング | レシービング | レシービング   | レシービング | レシービング | ファンブル   | ファンブル |
| 年       | チーム   | 出場   | 先発   | 回数       | 獲得ヤード | 平均獲得ヤード | 最長       | TD         | 回数         | 獲得ヤード   | 平均獲得ヤード | 最長         | TD           | ファンブル数 | ロスト     |
| -------- | -------- | ------ | ------ | ---------- | ---------- | -------------- | ---------- | ---------- | ------------ | ------------ | -------------- | ------------ | ------------ | ------------ | ---------- |
| 2021     | NE       | 12     | 2      | 133        | 606        | 4.6            | 21         | 5          | 14           | 123          | 8.8            | 41           | 0            | 2            | 1          |
| 2022     | NE       | 17     | 7      | 210        | 1,040      | 5.0            | 49         | 5          | 69           | 421          | 6.1            | 49           | 1            | 4            | 1          |
| 2023     | NE       | 12     | 12     | 156        | 619        | 4.0            | 64         | 4          | 38           | 238          | 6.3            | 64           | 0            | 1            | 1          |
| 2024     | NE       | 15     | 14     | 207        | 801        | 3.9            | 33         | 7          | 33           | 168          | 5.1            | 33           | 1            | 7            | 3          |
| キャリア | キャリア | 56     | 35     | 706        | 3,066      | 4.3            | 64         | 21         | 154          | 950          | 6.2            | 64           | 2            | 14           | 6          |

- 2024年度シーズン終了時
- 太字は自身最高記録

### ポストシーズン
| 年       | チーム   | ゲーム | ゲーム | ラッシング | ラッシング | ラッシング     | ラッシング | ラッシング | レシービング | レシービング | レシービング   | レシービング | レシービング | ファンブル   | ファンブル |
| 年       | チーム   | 出場   | 先発   | 回数       | 獲得ヤード | 平均獲得ヤード | 最長       | TD         | 回数         | 獲得ヤード   | 平均獲得ヤード | 最長         | TD           | ファンブル数 | ロスト     |
| -------- | -------- | ------ | ------ | ---------- | ---------- | -------------- | ---------- | ---------- | ------------ | ------------ | -------------- | ------------ | ------------ | ------------ | ---------- |
| 2021     | NE       | 1      | 0      | 8          | 27         | 3.4            | 8          | 0          | 4            | 33           | 8.3            | 15           | 0            | 0            | 0          |
| キャリア | キャリア | 1      | 0      | 8          | 27         | 3.4            | 8          | 0          | 4            | 33           | 8.3            | 15           | 0            | 0            | 0          |

- 2024年度シーズン終了時